# 何舜岳
何舜岳（？—？），字廷嶹，號越崎，浙江台州府臨海縣柵浦人，明朝政治人物。

## 生平
萬曆四十年（1612年）壬子科浙江鄉試第三十八名舉人，四十一年（1613年）癸丑科三甲第七十六名進士。授當塗縣知縣，調繁昌縣知縣、無錫縣知縣。

## 家族
祖父何寵，潮州府知府；父何大益。
從兄何舜齡，萬曆三十七年舉人，山東鹽運使，有孫何紘度，順治九年進士，臨晉縣知縣。
從兄何舜韶，萬曆三十四年舉人，大同府同知。